# Coteaux de Castetpugon, de Cadillon et de Lembeye
Coteaux de Castetpugon, de Cadillon et de Lembeye este o arie protejată (sit de importanță comunitară — SCI) din Franța întinsă pe o suprafață de 220 ha, integral pe uscat.

## Localizare
Centrul sitului Coteaux de Castetpugon, de Cadillon et de Lembeye este situat la coordonatele 43°33′19″N 0°14′14″W / 43.55528°N 0.23722°V.

## Înființare
Situl Coteaux de Castetpugon, de Cadillon et de Lembeye a fost declarat arie specială de conservare în baza directivei 92/43 din 1992 referitoare la conservarea habitatelor naturale și a faunei și florei sălbatice pentru a proteja 6 specii de animale.

## Biodiversitate
Situată în ecoregiunea atlantică, aria protejată conține 4 habitate naturale: Formațiuni de Juniperus communis pe lande sau pajiști calcaroase, Pajiști cu Molinia pe soluri calcaroase, turboase sau argilos-nămoloase (Molinion caeruleae), Pseudostepă cu ierburi și specii anuale de Thero-Brachypodietea, Pajiști uscate seminaturale și facies de acoperire cu tufișuri pe substraturi calcaroase (Festuco-Brometalia) (* situri importante pentru orhidee).
La baza desemnării sitului se află mai multe specii protejate:
- mamifere (3): liliac cu urechi de șoarece (Myotis blythii), liliac comun (Myotis myotis), liliacul mic cu potcoavă (Rhinolophus hipposideros)
- nevertebrate (3): fluturele de noapte (Eriogaster catax), fluturele auriu (Euphydryas aurinia), rădașcă (Lucanus cervus)